# Maria Nini Araújo Souto
María Nini Araújo Souto (Río Grande del Norte, 11 de marzo de 1939-San Pablo, 1 de febrero de 2024) fue una política y profesora brasileña.

## Biografía
Hija de María de Lourdes Rocha y Antonio Francisco de Araújo.
Fue Alcalde de San Paulo de Potengi, perteneciente al Movimiento Democrático Brasileño. También fue Secretaria de Educación de 1977 a 1983, concejala de 2001 a 2004, desempeñándose como presidenta de la Cámara en 2003, siendo la primera mujer en ocupar el cargo.
Contrajo matrimonio con Gileno Souto, fue madre de tres hijos: Gileno Júnior, Eugénio Pacelli y Edileusa.
Falleció el 1 de febrero de 2024 a los 84 años, en el Hospital Regional Monseñor Expedito en San Pablo. Está enterrada en el Cementerio Público Parque da Paz en São Paulo do Potengi.